# بيل بيرن
بيل بيرن (بالإنجليزية: Bill Byrne)‏ هو عامل كهربائي وضابط وسياسي أسترالي، ولد في 19 أبريل 1958 في بوندابيرج في أستراليا. حزبياً، نشط في حزب العمال الأسترالي. وقد انتخب عضو المجلس التشريعي ولاية كوينزلاند عن دائرة Electoral district of Rockhampton ‏ (24 مارس 2012 – 25 نوفمبر 2017).